# فولينيا

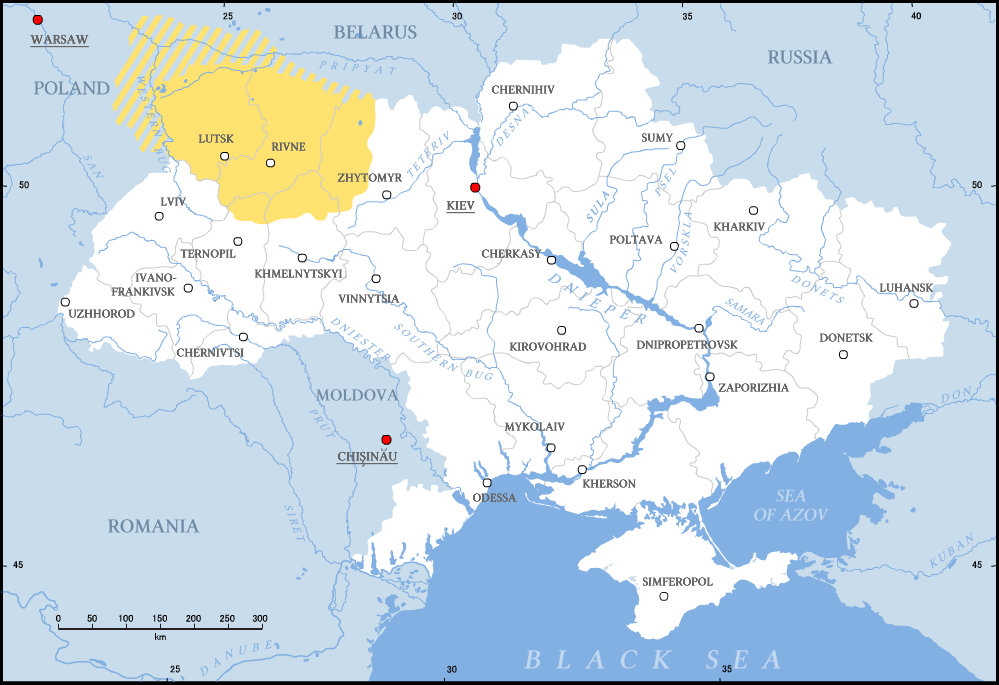
فولينيا

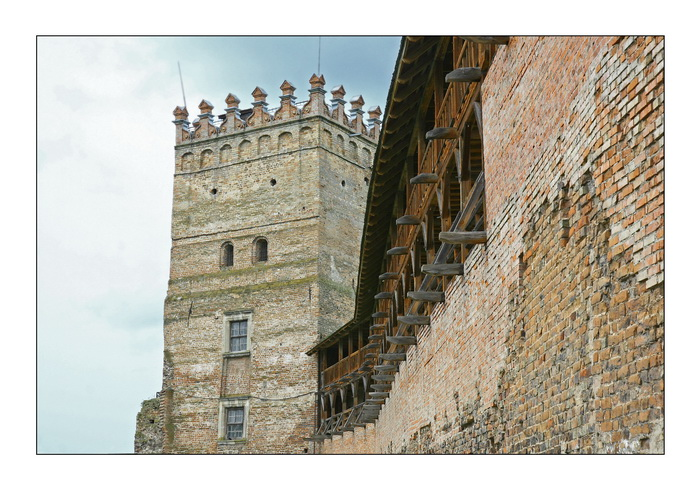
قلعة لوبارت (Lubart's Castle) كانت مجلسًا لأمراء العصور الوسطى في فولينيا.

Volyn ،Volynia ،Volhynia ((بالأوكرانية: Волинь)، (الروسية: Волы́нь)، (بالبولندية: Wołyń)، (بالليتوانية: Voluinė) أو Volynė، (بالألمانية: Wolhynien) أو Wolynien، ) منطقة تاريخية تمتد بين بولندا وروسيا. وقد تم ضمها إلى الاتحاد السوفيتي بعد الحرب العالمية الثانية حيث قامت أوكرانيا بتوسيع حدودها غربًا لتحل محل السكان من البولنديين واليهود، وتُشكل الآن جزءًا من غرب أوكرانيا منذ انهيار الاتحاد السوفيتي عام 1991. وهي تقع بين نهريّ بريبيات (Prypiat) وبج الجنوبية (Southern Bug)، وحتى شمال غاليسيا (Galicia) وبودوليا (Podolia). سُمِّيت المنطقة على اسم مدينة فولين (Volyn) أو فيلين (Velyn) سابقًا، التي قيل إنها كانت تقع على نهر بج الجنوبية، والذي ربما يشتق اسمه من جذر السلافية البدائية *vol/vel- «رطب». وبالإضافة إلى البولنديين، والروس، والأوكرانيين، كان يوجد في هذه المنطقة، وفقًا لما يذكره التاريخ، أحد أكبر قطاعات السكان في العالم، والذين قُتِل أغلبهم في محرقة الهولوكوست، أو في برامج ما قبل الحرب التي قام بها القوميون الأوكرانيون والبولنديون.
وتشكل الآن أراضي فولينيا التاريخية محافظة فولين (Volyn Oblast)، ومحافظة ريفن (Rivne Oblast)، وأجزاء من زيتومير (Zhytomyr Oblast)، وترنوبل (Ternopil Oblast) ومحافظة كميلنيتسكي (Khmelnytskyi Oblast) في أوكرانيا، بالإضافة إلى أجزاء من بولندا (انظر تشيلم (Chełm)). تشمل المدن الكبرى لوتسك (Lutsk)، وروفنو/ريفن، وكوفل (Kovel)، وكريمينيتس (Kremenets) (في محافظة ترنوبل)، وفولوديمير-فولينسكيي (Volodymyr-Volynskyi)، وستاروكوستيانتينف (Starokostiantyniv) (في محافظة كميلنيتسكي). وكانت العديد من الشتيتلز (القرى) اليهودية، مثل: تروتشنبرود (Trochenbrod) ولوزيشت (Lozisht)، جزءًا متكاملاً من المنطقة في يومٍ ما.

## معلومات تاريخية
ظهرت مدينة هالتيش (Halych) القديمة لأول مرة في التاريخ عام 981، عندما تولى حكمها فلاديمير الأول (Vladimir the Great) حاكم كييف روس (Kievan Rus). ويتزامن تاريخ فولونيا المبكر مع تاريخ دوقيات هاليتش وفولينيا أو إماراتها. شكلت تلك الدولتان الخليفتان لكييف روس هاليتش-فولينيا بين القرنين الثاني عشر والرابع عشر. 

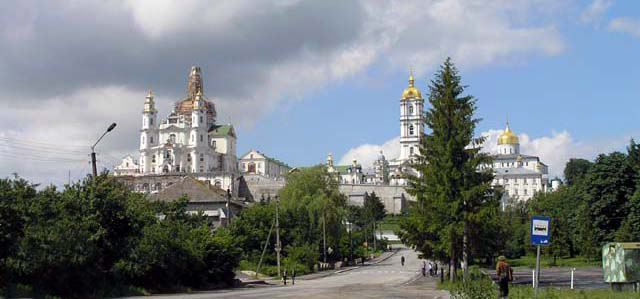
بوشايف لافرا (Pochayiv Lavra)، القلب الروحي لـأورثوذكس في فولينيا.

بعد تفكك الدوقية الكبرى لهاليتش-فولينيا، (المسماة أيضًا بجاليتش-فلاديمير روس) حوالي عام 1340، قامت كل من مملكة بولندا (Kingdom of Poland) ودوقية ليتوانيا الكبرى (Grand Duchy of Lithuania) بتقسيم المنطقة فيما بينهما، حيث أخذت بولندا فولينيا الغربية وأخذت ليتوانيا فولينيا الشرقية (1352-1366). بعد 1569، أسست فولينيا إقليم الكومنولث البولندي الليتواني. وخلال تلك الفترة، استقر البولنديون واليهود في المنطقة. وتأسست الكنيسةالرومانية الكاثوليكية والكنيسة اليونانية الكاثوليكية في الإقليم، وقامت الأخيرة بضم العديد من الكنائس الأورثوذكسية عنوةً. ترجع التسجيلات الخاصة بأولى المستعمرات الزراعية لـمينونايت (Mennonite) إلى عام 1783.
بعد التقسيم الثالث لبولندا التقسيم الثالث للكومنولث البولندي الليتواني في عام 1795، أصبحت فولينيا هي العاصمة الفولينية لـ الإمبراطورية الروسية وشغلت مساحة بلغت 71852.7 كيلومتر مربع. وفي عام 1897، بلغ عدد سكانها 2989482 نسمة (41.7 لكل كيلو متر مربع)، بنسبة 73.7 في المائة من الروس (غالبًا أوكرانيون)، و13.2 في المائة منيهود، و6.2 في المائة من البولنديين، و5.7 في المائة من ألمان. وكان أغلب المستوطنين الألمان قد هاجروا من مملكة بولندا (Congress Poland). كما وصل عدد صغير من المستوطنين التشيك. وبالرغم من أن المنطقة كانت تتطور بشكل أكثر سرعة من الناحية الاقتصادية، إلا أنها كانت لا تزال أكثر إقليم ريفي في غرب روسيا في الفترة التي تسبق الحرب العالمية الأولى.
في عام 1921، بعد نهاية الحرب البولندية السوفيتية، قسمت المعاهدة المعروفة باسم معاهدة ريغا (Peace of Riga) فولينيا بين بولندا والاتحاد السوفيتي. أخذت بولندا الجزء الأكبر وأقامت فويفودشيب الفولينية. وأصبحت أغلب فولينيا الشرقية جزءًا من زيتومير أوبلاست.
منذ 1935-38، قام جوزيف ستالين (Joseph Stalin) بنفي البولنديين في فولينيا الشرقية فيما عُرِف بأول النفي العرقي في التاريخ السوفيتي.
بعد توقيع اتفاق مولوتوف-ريبنتروب (Molotov-Ribbentrop Pact) في عام 1939، والغزو التالي للأراضي البولندية وتقسيمها فيما بين الرايخ (Reich) والاتحاد السوفيتي، قام الاتحاد السوفيتي باحتلال فولينيا. وفي أثناء نقل سكان الاتحاد السوفيتي النازي، الذي تلا المصالحة الألمانية-السوفيتية، تم نقل أغلب سكان الأقلية الألمانية لفولينيا إلى مناطق بولندية قامت ألمانيا النازية باحتلالها. وخلال الحرب، أباد الأوكرانيون نسبة كبيرة من السكان البولنديين المحليين (انظر مذبحة البولنديين في فولينيا). كما تم إقصاء الألمان الأصليين من هذه المناطق بدءًا من عام 1945.
وتم ضم فولينيا إلى أوكرانيا السوفيتية بعد نهاية الحرب العالمية الثانية. أما أغلب المتبقين من السكان البولنديين الأصليين، فقد تم إقصاؤهم إلى بولندا في عام 1945 (انظر الأراضي المستعادة). وأصبحت فولينيا جزءًا تامًا من أوكرانيا منذ تفكك الاتحاد السوفيتي.

## سكان بارزون
- مغتالة لينين فانيا كابلان
- رافع الأثقال مويسي كازيانيك (Moisei Kas’ianik)

## Literature
- Jan Potocki Histoire anciènne du gouvernement de Volhynie : pour servir de suite à l'histoire primitive des peuples de la Russie, Sankt Petersbourg 1805
- Andriyashev Alexander (1887) (in Russian) Essay of the History of Volyn land (Очерк истории Волынской земли) at Runivers.ru in ديجافو and نسق المستندات المنقولة formats

## وصلات خارجية
- The Journey to Trochenbrod and Lozisht aug 2006
- Imperial Russian Volhynia District Map
- Swiss-Volhynian Mennonites
- Germans in Volhynia - English نسخة محفوظة 20 يناير 2019 على موقع واي باك مشين.
- Germans in Volhynia - Another English site
- Germans in Volhynia - German
- Volhynia-Galicia نسخة محفوظة 12 يوليو 2009 على موقع واي باك مشين.

(بالبولندية)